# 佐伯伊多智
佐伯 伊多智（さえき の いたじ/いたち）は、奈良時代の貴族。名は伊多治、伊太智、伊多知、伊達とも記される。官位は従四位上・中衛中将。勲等は勲二等。

## 経歴
天平宝字8年（764年）衛門少尉の官職にあったが、藤原仲麻呂の乱が発生すると孝謙上皇方として活動する。9月11日に恵美押勝軍が宇治から近江国に逃亡しようとしたため、山城守・日下部子麻呂と共に田原道（東山道の一部）を先回りして近江国に出ると、勢多橋を焼き落としその気勢を削ぐ。慌てた押勝軍が高島郡に向かうのを見て、伊多智らは馬を駆って先に越前国に入り、押勝の息子である越前守・恵美辛加知を斬殺した。翌9月12日には伊多智らは越前国に入ろうと愛発関に至った押勝軍と交戦、伊多智らが放った矢により押勝軍の数名を殺傷するなど、押勝軍の越前入国を阻止する。この戦功によって、伊多智は直ちに従五位下に叙せられている。
10月に逆徒追討の功労者に対する叙位が行われ、伊多智は従五位上に叙せられる。さらに従四位下まで昇進すると共に、翌天平神護元年（765年）勲二等の叙勲を受け、天平神護2年（766年）には功田20町を与えられた。神護景雲2年（768年）従四位上・左衛士督叙任される。
光仁朝の宝亀2年（771年）それまでの中衛中将に下野守を兼ねている。

## 官歴
『続日本紀』による。
- 時期不詳：正六位上
- 天平宝字8年（764年） 9月12日：従五位下。10月7日：従五位上
- 時期不詳：従四位下
- 天平神護元年（765年） 正月7日：勲二等
- 天平神護2年（766年） 2月21日：功田20町
- 神護景雲2年（768年） 2月18日：左衛士督。10月15日：従四位上
- 時期不詳：中衛中将
- 宝亀2年（771年） 3月1日：兼下野守